# Монтол
Монтол (также монтал, монтойл, балтап, теэл; англ. montol, montal, montoil, baltap, teel) — чадский язык, распространённый в центральных районах Нигерии. Входит в ангасскую группу западночадской языковой ветви. Наиболее близки к монтол языки пьяпун и тал.
Численность говорящих — около 21 900 человек (1990). Язык бесписьменный.

## Классификация
В соответствии с классификацией чадских языков, предложенной американским лингвистом П. Ньюманом, язык монтол вместе с языками ангас, чип, герка (йивом), гоэмаи (анкве), коеноем, кофьяр, пьяпун, сура (мупун) и тал входит в ангасскую группу западночадской языковой ветви. Согласно исследованиям П. Ньюмана, в пределах ангасской группы (или A.3) язык монтол вместе с языками гоэмаи, коеноем, пьяпун и тал образуют кластер языков, включаемый в подгруппу собственно ангасских языков, сама же ангасская группа включается в подветвь западночадских языков A. Эта классификация приведена, в частности, в справочнике языков мира Ethnologue.
Согласно классификации, опубликованной в базе данных по языкам мира Glottolog,  язык монтол вместе с кластерами языков гоэмаи-чакато и тал образуют языковое объединение гоэмаи в составе группы западночадских языков A A.3.
В классификации афразийских языков чешского лингвиста В. Блажека язык монтол отнесён к подгруппе языков ангас, в которой представлены два языковых объединения: в первое вместе с монтол входят языки ангас, сура, кофьяр, чип, анкве и пьяпун, во второе — язык герка (йивом). Подгруппа ангас вместе с подгруппой боле-тангале в данной классификации являются частью боле-ангасской группы, входящей в свою очередь в одну из двух подветвей западночадской языковой ветви.
В классификации афразийских языков Р. Бленча язык монтол вместе с языками гоэмаи, коеноем, пьяпун и тал образуют языковое единство, входящее в объединение «a» подгруппы нгас группы боле-нгас подветви западночадских языков A.
В классификации, опубликованной в работе С. А. Бурлак и С. А. Старостина «Сравнительно-историческое языкознание», язык монтол (теэл) включается в подгруппу герка-кофьяр группы сура-герка подветви собственно западночадских языков.

## Лингвогеография

### Ареал и численность
Область распространения языка монтол размещена в центральной Нигерии на территории штата Плато — в районе Шендам.
Ареал монтол с северо-запада, запада, юга и востока окружён ареалами близкородственных западночадских языков. С северо-запада область распространения языка монтол граничит с ареалами языков пьяпун и коеноем, с запада — с ареалом языка кофьяр, с юга — с ареалом языка гоэмаи, с востока — с ареалом языка йивом (герка). На северо-востоке к ареалу монтол примыкает ареал бенуэ-конголезского платоидного языка тарок.
Численность носителей языка монтол по данным 1934 года составляла 13 386 человек, по данным 1973 года — 20 000 человек. Согласно данным справочника Ethnologue, численность говорящих на языке монтол в 1990 году достигала 21 900 человек. По современным оценкам сайта Joshua Project численность носителей этого языка составляет 37 000 человек (2017).

### Социолингвистические сведения
По степени сохранности, согласно данным сайта Ethnologue, язык монтол относится к так называемым стабильным, или устойчивым, языкам, поскольку этот язык используется в устном бытовом общении представителями этнической общности монтол всех поколений, включая младшее. Стандартной формы у языка монтол нет. Представители этнической общности монтол в основном придерживаются традиционных верований, часть монтол по вероисповеданию является христианами (25 %), часть — мусульманами (15 %).

### Диалекты
Область распространения языка монтол включает два диалектных ареала — собственно монтол и балтап-лалин.